# Gilbert of Seagrave (Richter)
Sir Gilbert of Seagrave (auch Segrave) († vor 8. Oktober 1254 in Pons, Poitou) war ein englischer Adliger, Verwalter und Richter.

## Herkunft und Aufstieg unter Heinrich III.
Gilbert of Seagrave war der zweite Sohn von Stephen of Seagrave und von dessen ersten Frau Rohesia, einer Tochter von Thomas Despenser. Nach dem Tod seines älteren Bruders John wurde er 1231 der Erbe seines Vaters. Durch seinen Vater, der ab 1227 zu den engeren Vertrauten des Königs gehörte und ab 1232 als Justiciar von König Heinrich III. diente, kam auch Gilbert in den Dienst des Königs. Er nahm wahrscheinlich 1230 am erfolglosen Frankreichfeldzug von Heinrich III. teil. 1233 diente er als Geleit für die Steuereinnahmen aus Cambridgeshire und Huntingdonshire, die als Steuer des Vierzehnten vom Parlament bewilligt worden war. Seagrave geleitete die Gelder von Northampton nach Gloucester. Nach dem Tod von Earl Ranulf of Chester wurde Seagrave im Dezember 1232 zum Verwalter der Burg von Newcastle-under-Lyme ernannt. 1233 dankte ihm der König für seine Dienste mit der Übertragung von Burton und Teilen von Horncastle. Als sein Vater jedoch im Mai 1234 als Justiciar gestürzt wurde, musste sich auch Seagrave vor Gericht verantworten und sein Amt als Verwalter von Newcastle-under-Lyme Castle abgeben. Sein Vater konnte zwar bis 1236 wieder die Gunst des Königs erlangen, doch Seagrave hatte scheinbar bis zum Tod seines Vaters 1241 keine größere Bedeutung mehr.

## Dienst als Forstrichter
Nach dem Tod seines Vaters 1241 erbte Seagrave dessen Besitzungen, die vor allem in den Midlands in Leicestershire, Worcestershire, Warwickshire, Nottinghamshire und Derbyshire lagen. Die Gebühr für diese Erbschaft erließ ihm der König aufgrund der Dienste seines Vaters. Im Mai 1242 wurde Seagrave Richter für die königlichen Forste südlich des Trent, was er bis mindestens Oktober 1245 blieb. Im Mai 1244 wurde er zusammen mit Jeremy of Caxton zum Leiter einer Kommission ernannt, um die Einhaltung der königlichen Forsthoheit zu überprüfen. 1248 zahlte er dem König 100 Mark, womit alle Ansprüche des Königs auf seine Amtszeit als Forstrichter abgegolten waren. Von 1242 bis 1244 war er dazu Kommandant von Kenilworth Castle.

## Dienst als Senior Justice of the King’s Bench
Nach der Entlassung von Henry of Bath als Senior Justice of the King’s Bench im Februar 1251 ernannte der König Seagrave zu seinem Nachfolger. Er war wohl nur eine Übergangslösung, denn abgesehen von seiner Tätigkeit als Forstrichter verfügte er über kaum juristische Erfahrung. Mit der Ernennung von Seagrave zum obersten Richter des Gerichtshofs überging der König erfahrene Richter wie Henry de Bracton, Simon of Walton oder Roger of Thirkleby. Nach wenigen Monaten legte Bracton sein Amt als Richter nieder, worauf Nicholas de Turri neuer Richter am King’s Bench wurde. Im September 1251 wurde Seagrave zu einem der Richter ernannt, die nach 1244 wieder eine Gerichtsreise in der City of London durchführten. Die Leitung wurde jedoch nicht ihm, sondern William of York, dem Bischof von Salisbury übertragen, einem früheren Senior Justice of the King’s Bench. Seagrave war als Richter an mehreren Prozessen offenbar nicht beteiligt. Weihnachten 1251 war er dagegen im Gefolge des Königs bei der Hochzeit der Königstochter Margarete mit dem schottischen König Alexander III. in York anwesend.

## Teilnahme an der Expedition in die Gascogne und Tod
Vermutlich um den 8. Juni 1253 legte Seagrave sein Amt als Senior Justice nieder, um ab August im Gefolge des Königs an der Expedition in die Gascogne teilzunehmen. In der Gascogne diente Seagrave wieder als Richter, bis ihn der König im Januar 1254 nach England zurücksandte. In England nahm Seagrave als der führende Gesandte des Königs an einem von Prinz Richard, Earl of Cornwall, geleiteten Parlament teil, um zusätzliche Gelder für die Expedition des Königs bewilligt zu bekommen. Vor dem 16. Juni kehrte er wieder in die Gascogne zurück. Kurz nach dem 7. September sandte ihn der König von Bordeaux aus wieder nach England. In England sollte Seagrave zusammen mit Simon de Montfort den schottischen König Alexander III. überzeugen, die Kandidatur von Heinrichs Sohn Edmund als König von Sizilien zu unterstützen. Gilbert reiste zusammen mit John de Plessis, 7. Earl of Warwick sowie seinem Schwiegersohn William Mauduit über Land durch Frankreich, wozu ihnen der französische König sicheres Geleit zugesichert hatte. Dennoch wurden sie verräterisch von den Bürgern von Pons im Poitou gefangen genommen und inhaftiert. Im Gefängnis erkrankte Seagrave und starb vor dem 8. Oktober. Sein Schwiegersohn sowie der Earl of Warwick kamen erst im folgenden Jahr gegen Zahlung eines Lösegelds frei.

## Familie und Nachkommen
Vor dem 30. September 1231 hatte Seagrave Amabilia († nach 1282), die Tochter und Teilerbin von Robert of Chalcombe geheiratet. Sie brachte als Mitgift das Gut von Dalby in Leicestershire mit in die Ehe. Seagrave hatte mit ihr mindestens zwei Kinder:
- Nicholas Seagrave, 1. Baron Seagrave (um 1238–1295)
- Alice Seagrave († nach 1268) ⚭ William Mauduit, 8. Earl of Warwick

Da sein Sohn und Erbe Nicholas bei seinem Tod noch minderjährig war, wurde der Thronfolger Lord Eduard dessen Vormund und übernahm die Verwaltung der Ländereien von Seagrave.